# 650-659
De jaren 650-659 (van de christelijke jaartelling) zijn een decennium in de 7e eeuw.

## Belangrijke gebeurtenissen
- 651 : De gevluchte sjah Yazdagird III van Perzië wordt vermoord, dit betekent het einde van het Sassanidische Rijk en de heersende rol van het Zoroastrisme. Perzië behoort nu tot het Arabische Rijk.
- 654 of 655 : Slag van de Masten. De jonge keizer Constans II van Byzantium lijdt een gevoelige nederlaag door de Arabische vloot ten zuiden van de kust van Asia Minor.
- 656 tot 661 : Na de moord op kalief Oethman ibn Affan breekt de Eerste Fitna uit, de eenheid wordt verbroken en scheurt de islam in twee stromingen: soennisme en sjiisme.

## Godsdienst
- Kalief Uthman beveelt circa 650 de Koran te standaardiseren en alle oudere geschriften te vernietigen. Tegen zijn dood in 656 zijn alle 114 soera's neergeschreven.

## Heersers

### Europa
- Beieren: Theodo I (ca. 640-680)
- Bulgaren: Koebrat (632-665)
- Byzantijnse Rijk: Constans II (641-668)
  - tegenkeizer: Olympius (ca. 651)
  - exarchaat Ravenna: Olympius (649-652), Theodorus I Calliopas (653-ca.666)
- Engeland en Wales
  - East Anglia: Anna (ca. 635-653), Æthelhere (ca. 653-655), Aethelwold (655-663)
  - Essex: Sigeberht I (617-653), Sigeberht II (653-660)
  - Gwynedd: Cadfael ap Cynfedw (634-ca. 655), Cadwaladr ap Cadwallon (ca. 655-682)
  - Kent: Earconbert (640-664)
  - Mercia: Penda (626-653), Peada (653-656), Wulfhere (658-675)
  - Northumbria: Oswiu (642/655-670)
    - Bernicia: Oswiu (642-670)
    - Deira: Oswine (644-651), Æthelwald (651-655) Alhfrith (655-664)

  - Wessex: Cenwalh (643-674)
- Franken
  - Austrasië: Sigibert III (639-656), Childebert de Geadopteerde (656-662)
    - hofmeier: Grimoald I (641-657)

  - Neustrië: Clovis II (639-657), Chlotharius III (657-673)
    - hofmeier: Erchinoald (642-657), Ebroin (657-673)

  - Aquitanië: Boggis (632-660)
- Longobarden: Ariovald Rothari (636-652), Rodoald (652-653), Aripert I (653-661)
  - Benevento: Radoald (646-651), Grimoald I (651-662)
  - Spoleto: Theodelap (602-650), Attone (650-665)
- Rijk van Samo: Samo (ca. 623-658)
- Visigoten: Chindaswinth (642-653), Recceswinth (653-672)

### Azië
- Islam (kalief): Oethman (644-656), Ali (656-661)
- Chenla (Cambodia): Bhavavarman II (639-656), Jayavarman I (657-681)
- China (Tang): Tang Gaozong (649-683)
- India
  - Chalukya: Vikramaditya I (654-668)
  - Pallava: Narasihavarman I (630-668)
- Japan: Kotoku (645-654), Saimei (655-661)
- Korea
  - Koguryo: Pojang (642-668)
  - Paekche: Uija (641-660)
  - Silla: Jindeok (647-654), Muyeol (654-661)
- Perzië (Sassaniden): Yazdagird III (632-651)
- Tibet: Mansong Mangtsen (ca. 650-676)

### Religie
- paus: Martinus I (649-655), Eugenius I (654-657), Vitalianus (657-672)
- patriarch van Alexandrië (Grieks): Petrus IV (ca. 643-651)
- patriarch van Alexandrië (Koptisch): Benjamin I (622-661)
- patriarch van Antiochië (Grieks): Gregorius I (640-656), Macarius (656-681)
- patriarch van Antiochië (Syrisch): Theodorus (649-667)
- patriarch van Constantinopel: Paulus II (641-653), Petrus (654-666)
- patriarch van Jeruzalem: Johannes van Philadelphia (649-692)

<< · 650 · 651 · 652 · 653 · 654 · 655 · 656 · 657 · 658 · 659 · >>
<< · 600-609 · 610-619 · 620-629 · 630-639 · 640-649 · 650-659 · 660-669 · 670-679 · 680-689 · 690-699 · >>